# 비스티 보이즈 (영화)
"비스티 보이즈"는 2008년 개봉한 대한민국의 영화이다.

## 줄거리
호스트 바의 리더 재현(하정우 분)겉으로는 폼생폼사, 실상은 빚더미에 시달려 동생과 여자친구들에게 돈을 빌리러 구걸하는 바닥인생의 허세를 보여주는 인물이다. 가진 것은 오로지 화려한 입담과 거짓말. 두 가지 무기로 위기를 넘기면서 근근이 살아간다. 반면 청담동 최고의 호스트 승우(윤계상 분)남부러울 것 없이 좋은 차를 타고, 마음만 먹으면 어느 여성이든 사귈 수 있는 매력을 지닌 남자다. 그러나 어느 날 손님으로 온 지원(윤진서 분)빠져 당당했던 모습은 사라지고 점점 집착하게 되는 자신을 보면서 감정을 주체할 수 없게 된다.

## 캐스팅

#### 주요 인물
- 윤계상 - 승우
- 하정우 - 유재현
- 윤진서 - 지원
- 김민주 - 한별
- 마동석 - 창우
- 유하준 - 원태
- 권율 - 지훈
- 윤아정 - 미선
- 배진아 - 선주
- 홍이주 - 주희
- 임정운 - 세훈
- 장지원 - 명아
- 김준서 - 태우
- 이승준 - 강현성

#### 단역
- 정보훈 - 순희
- 서영화 - 승우 모
- 김건우 - 남자 2
- 한석원 - 친구 2
- 박지호 - 친구 3
- 송지훈 - 친구 4
- 최동헌 - 조폭 1
- 전종석 - 조폭 2
- 강신철 - 선수 1
- 이윤우 - 선수 2
- 하 준 - 선수 3
- 이세욱 - 선수 4
- 이영민 - 선수 5
- 김병찬 - 선수 6
- 이정혁 - 선수 7
- 함민혁 - 선수 8
- 고석현 - 선수 9
- 박원빈 - 선수 10
- 박인하 - 카운터
- 임현성 - 마 담 1
- 정강진 - 웨이터 B
- 고유선 - 호빠 손님 1
- 곽수연 - 호빠 손님 2
- 이정하 - 호빠 손님 3
- 김가은 - 유학생 1
- 함정이 - 유학생 2
- 곽수연 - 명친 1
- 김유나 - 명친 2
- 이재은 - 안마 종업원 1
- 박무영 - 안마 종업원 2
- 곽민호 - 안마 종업원 3
- 이윤상 - 안마 손님
- 이상목 - 안마 사장
- 문지영 - 옷가게 손님 1
- 이정민 - 옷가게 손님 2
- 이소영 - 텐프로 1
- 김미영 - 텐프로 2
- 박혜경 - 텐프로 3
- 김정연 - 텐프로 4
- 박신규 - 룸바 1
- 한상훈 - 룸바 2
- 유재혁 - 룸바 3
- 김신영 - 골프 발레
- 최윤석 - 밴드 A
- 공정하 - 면세점 종업원
- 안동규 - 재혼남
- 스즈키 - 치에 일본인 출연자
- 안자이 - 마미 일본인 출연자
- 홍도윤 - uncredited
- 김영훈 - uncredited, 태우
- 정의철 - 남자 1
- 최재환 - 웨이터 A
- 이상원 - 호스트선수 2
- 김윤서

### 우정출연
- 정경호 - 원석

## 제작진
- 촬영 – 박세승
- 음악 - 김홍집
- 편집 – 김우일
- 미술 – 서명혜
- 동시녹음 – 오성진
- 의상 – 김성일, 최혜영
- 무술감독 - 김신웅
- 프로듀서 – 장원석

## 관련 일화
- 비스티보이즈의 윤종빈 감독은 자신의 대학 졸업작품에서 하정우를 캐스팅한다. 윤종빈은 하정우가 출연한 연극에서의 연기를 보고 감명을 받아 시나리오를 건네 주었다. 이 영화를 시작으로 윤종빈 감독은 작품마다 하정우를 캐스팅하기 시작한다. "비스티 보이즈", "범죄와의 전쟁: 나쁜놈들 전성시대"을 함께 하고 "군도"까지 출연했다. 한편 하정우는 윤종빈 감독이라면 시나리오를 보지 않아도 출연하겠다는 의사를 인터뷰에서 밝힌 바 있다.[1]

## OST
한국음원제작자협회에서 2008.4.30일에 제작한 영화음악이다.
- Memory-라이브러리 (Feat. Kjun)

## DVD
비스티보이즈 영화는 2008년 8월 29일 팬텀(우성엔터테이먼트)에서 출시 하였다.

### 기본정보
- 출연자 : 하정우, 윤계상
- 감독 : 윤종빈
- 제작배급 : 우성엔터테이먼트
- 화면비율 : 2.35:1
- 음향 :
- 더빙 : KOREAN
- 자막 : KOREAN, ENGLISH
- 지역코드 : 대한민국,동남아시아
- 등급 : 18세이용가
- 미디어 : 1 DVD

### 부가영상
- Special Features
- 윤종빈 감독의 남성성의 탐구
- Pre Production
- Characterizing
- Beastie Boys Documentary
- A Short Film "남성의 증명"
- Promotion